# Regierung De Wever
Die Regierung De Wever bildet seit dem 3. Februar 2025 die Regierung Belgiens (Föderalregierung). Sie wurde nach der Parlamentswahl 2024 gebildet und löste die Regierung De Croo ab. Die Regierungsparteien umfassen eine Mitte-Rechts-Koalition aus fünf Parteien, von denen die flämischen Nationalkonservativen der N-VA den Regierungschef Bart De Wever stellen. Aufgrund der Farbgebung der beteiligten Parteien (N-VA, wallonische Liberale, flämische und wallonische Christdemokraten, flämische Sozialdemokraten) wird diese Koalition als Arizona-Koalition bezeichnet.

## Inhalt der Koalitionsvereinbarung
Der Regierungsbildung waren etwa siebeneinhalb Monate intensiver Verhandlungen vorausgegangen, da die Interessen von fünf ideologisch sehr verschiedenen politischen Parteien und der zwei großen Sprachgruppen berücksichtigt werden mussten. Die Eckpunkte der Koalitionsvereinbarung waren die folgenden:
1. Arbeit und Soziales:
Grundsätzliches Ziel ist die Erhöhung der sozialversicherungspflichtigen und steuerpflichtigen Beschäftigtenzahl und Beschäftigungsquote, auch mit dem Ziel, die Steuereinnahmen und den finanziellen Spielraum des Staates zu erhöhen.
- Erhöhung der Beschäftigungsquote, die in ganz Belgien im Jahr 2023 bei 72,1 % (in Flandern bei 76,8 %) lag, auf annähernd 80 %.
- Erhöhung des gesetzlichen Renteneintrittsalters von derzeit 66 Jahre auf 67 Jahre im Jahr 2030. In der Praxis lag das tatsächliche Renteneintrittsalter im Jahr 2024 bei 61 bis 62 Jahren.
- Schrittweise Einführung eines Rentenbonus für das Arbeiten über das Rentenalter hinaus und Rentenmalus für den vorzeitigen Renteneintritt.
- Schrittweise Anhebung des Rentenalters für Militärangehörige (56 Jahre) und für das Personal bei der belgischen Bahngesellschaft NMBS/SNCB (55 Jahre) ab 2027 auf das gesetzliche Rentenalter.
- Auf die Rente „anrechenbare Zeiten“ – zum Beispiel Zeiten, in denen man arbeitslos oder krank war – dürfen ab 2027 nicht mehr als 40 Prozent der Rentenanwartszeit ausmachen. Zum Zeitpunkt der Koalitionsvereinbarung beruhte fast ein Drittel der Rentenansprüche auf anrechenbaren Zeiten.
- Senkung des Haushaltsdefizits in den nächsten Jahren von derzeit etwa 4,8 Prozent des BIP auf 3 %.

2. Militärausgaben:
Belgien lag 2023 mit einem Verteidigungshaushalt von 1,3 % des BIP deutlich unter den Vorgaben der NATO von 2,0 %. Bis 2029 soll der Anteil auf 2,0 % und bis 2034 weiter auf 2,5 % gesteigert werden, insbesondere in den Bereichen Luftverteidigung, Luftwaffe, Drohnenverteidigung und elektronische bzw. digitale Kriegsführung. Zu den zwei Fregatten der belgischen Marine soll eine dritte Fregatte hinzukommen. Das belgische Heer soll bis 2030 seine Sollstärke von 25.000 auf 29.100 Mann erhöhen.
3. Justiz und innere Sicherheit:
Erklärtes Ziel ist die Stärkung der Bereiche Justiz, Polizei und Sicherheit.
- Zur Verbrechensbekämpfung und -prävention sollen vermehrt Gesichtserkennung, KI und biometrische Daten eingesetzt werden.
- Gewalttaten sollen konsequent geahndet werden, insbesondere Gewalt gegen Polizisten, Feuerwehrleute, Sanitäter, aber auch gegen Lehrkräfte. Eine Verfahrenseinstellung bspw. wegen Überlastung ist künftig nicht mehr möglich.
- Strafen in den Bereichen Drogenkriminalität und Geldwäsche werden drastisch erhöht. Bei kürzlich eingebürgerten Straftätern ist auch ein Entzug der belgischen Staatsbürgerschaft möglich.
- Sexueller Missbrauch, insbesondere von Kindern und auch online soll verschärft bekämpft werden.
- Der Kampf gegen den Steuerbetrug soll oberste Priorität erhalten.
- In Brüssel sollen die sechs existierenden Polizeizonen zu einer einheitlichen Polizeizone zusammengefasst werden.
- Die Zustände in den Haftanstalten sollen verbessert werden.

4. Kernenergie
In Bezug auf die Kernenergie kündigte die Regierung eine drastische Wende in der Energiepolitik an. Der bisher laufende Ausstieg aus der Kernenergie solle gestoppt werden, und die Verlängerung der Lebensdauer der Kernreaktoren Doel 1, Doel 2 und Tihange 1 geprüft werden, mit dem Ziel 4 GW Strom über Atomenergie zu erzeugen.

## Regierungsmitglieder
Die folgende Tabelle zeigt die Zusammensetzung der Regierung dar.
| Premierminister und Vizepremierminister | Name | Name                 | Partei | Partei  | Amtszeit             |
| --- | ---- | -------------------- | ------ | ------- | -------------------- |
| Premierminister |      | Bart De Wever        |        | N-VA    | seit 3. Februar 2025 |
| Vizepremierminister Finanzen und Pensionen, beauftragt mit der Nationallotterie und den föderalen kulturellen Institutionen                                                                                       |      | Jan Jambon           |        | N-VA    | seit 3. Februar 2025 |
| Vizepremierminister Beschäftigung, Wirtschaft und Landwirtschaft |      | David Clarinval      |        | MR      | seit 3. Februar 2025 |
| Vizepremierminister Auswärtige Angelegenheiten, Europäische Angelegenheiten und Entwicklungszusammenarbeit |      | Maxime Prévot        |        | LE      | seit 3. Februar 2025 |
| Vizepremierminister Soziale Angelegenheiten und Volksgesundheit, beauftragt mit der Armutsbekämpfung |      | Frank Vandenbroucke  |        | Vooruit | seit 3. Februar 2025 |
| Vizepremierminister Haushalt, beauftragt mit der Vereinfachung der Administration |      | Vincent Van Peteghem |        | CD&V    | seit 3. Februar 2025 |
| Minister | Name | Name                 | Partei | Partei  | Amtszeit             |
| Landesverteidigung, beauftragt mit dem Außenhandel |      | Theo Francken        |        | N-VA    | seit 3. Februar 2025 |
| Asyl und Migration und soziale Eingliederung, beauftragt mit der Politik der Großstädte |      | Anneleen Van Bossuyt |        | N-VA    | seit 3. Februar 2025 |
| Sicherheit und Inneres, Aufsicht über Beliris |      | Bernard Quintin      |        | MR      | seit 3. Februar 2025 |
| Mittelstand, Selbständige und kleine und mittlere Unternehmen (KMU) |      | Eléonore Simonet     |        | MR      | seit 3. Februar 2025 |
| Energie |      | Mathieu Bihet        |        | MR      | seit 3. Februar 2025 |
| Mobilität, Klima und Ökologischer Wandel |      | Jean-Luc Crucke      |        | LE      | seit 3. Februar 2025 |
| Modernisierung der Verwaltung, beauftragt mit den Öffentlichen Unternehmen, dem Öffentlichen Dienst, der Immobilienverwaltung des Staates, der Digitalisierung und den föderalen wissenschaftlichen Einrichtungen |      | Vanessa Matz         |        | LE      | seit 3. Februar 2025 |
| Verbraucherschutz, Bekämpfung des Sozialbetrugs, Personen mit Behinderung und Chancengleichheit |      | Rob Beenders         |        | Vooruit | seit 3. Februar 2025 |
| Justiz, zuständig für den belgischen Anteil an der Nordsee |      | Annelies Verlinden   |        | CD&V    | seit 3. Februar 2025 |